# Spoorlijn Gällivare - Kristinehamn
De spoorlijn Gällivare - Kristinehamn, beter bekend als de Inlandsbana of Inlandsbanan, is een 1296 kilometer lange spoorweg, die door het binnenland van Noord- en Midden-Zweden loopt. De spoorweg begint in Kristinehamn in het landschap Värmland en eindigt in Gällivare in Lapland. De trein rijdt alleen tussen juni en eind augustus en vervoert vooral toeristen. We onderscheiden twee delen van het traject; het zuidelijke deel tussen Kristinehamn en Östersund, waarbij vanaf Mora de spoorlijn gebruikt wordt. Het noordelijke deel verbindt Östersund met Gallivare. Dit traject wordt vanaf zomer 2010 tweemaal per dag bereden; een van deze twee treinen gaat niet verder dan Storuman. In de winter wordt het spoor gebruikt door nachttreinen vanuit het zuiden van Zweden naar wintersportgebieden. Gedurende een groter deel van het jaar wordt de lijn op maandag, woensdag en vrijdag ook voor goederenvervoer gebruikt.
Aan het noordelijke uiteinde van de Inlandsbanan in Gällivare is er een verbinding met de Ertsspoorlijn, die de Zweedse stad Luleå en de Noorse plaats Narvik met elkaar verbindt. In Kristinehamn is er een verbinding met de spoorlijn Värmlandsbanan, die door een stuk van west Närke en een groot deel van Värmland loopt. Het traject Nykroppa-Mora verkeert in een te slechte staat voor treinverkeer. Inlandsbanan AB (het bedrijf) zet op dit traject touringcars in. Het gedeelte Kristinehamn-Nykroppa wordt gebruikt voor personenvervoer door Tågåkeriet i Bergslagen. Een deel van het nog aanwezige spoor tussen Nykroppa en Mora kan 's zomers met fietslorry's worden bereden.

## Geschiedenis
Aan het einde van de 19de eeuw ontstonden er plannen om het noorden van Zweden, via een spoorlijn met de kust en Bohuslän te verbinden. Het Zweedse parlement besloot om deze spoorweg aan te gaan leggen. In 1907 werd het eerste deel gebouwd, dit deel liep van Östersund naar Ulriksfors. In 1911 werd besloten om deze spoorweg door te trekken naar Vilhelmina. In 1912 werd besloten om het deel tussen Sveg en Brunflo aan te leggen en in 1917 werd besloten om de spoorlijn van Vilhelmina door te trekken naar Gällivare. Tussen 1916 en werd de private spoorlijn van Sveg naar Kristinehamn gekocht. De bedoeling was eigenlijk om de Inlandsbanan al in 1924 af te hebben, maar het heeft uiteindelijk tot 1937 geduurd voordat de spoorweg ook echt klaar was.
Vanaf ongeveer 1950 verloor de Inlandsbanan steeds meer aan betekenis, dit kwam vooral door de opkomst van de auto en de aanleg van de E45, die min of meer evenwijdig aan de spoorlijn door het binnenland van Zweden loopt. In 1990 was de Zweedse regering van plan om de Inlandsbana stil te leggen. De Inlandsbana is eigendom van de vijftien gemeenten waar de spoorlijn door loopt.

## Omgeving en bezienswaardigheden
De Inlandsbana loopt voornamelijk door naaldbossen. Het hoogste punt van de spoorweg ligt op 524 meter boven de zeespiegel. Enkele bezienswaardigheden langs de Inlandsbana, of die makkelijk zijn te bereiken via de Inlandsbana, zijn:
- Muddus, een nationaal park dertig kilometer ten noorden van Jokkmokk.
- Storsjön, groot meer bij Östersund.
- Sånfjället, een nationaal park zestig kilometer ten noordwesten van Sveg.
- Hamra, een nationaal park tien kilometer ten zuidoosten van Fågelsjö en tien kilometer ten noorden van Tandsjöborg.
- Siljan, meer bij Mora.
- De poolcirkel, na 1165 kilometer passeert de Inlandsbana de poolcirkel.
- De Inlandsbana heeft zijn eigen museum, in de halteplaats Sorsele.

## Afbeeldingen

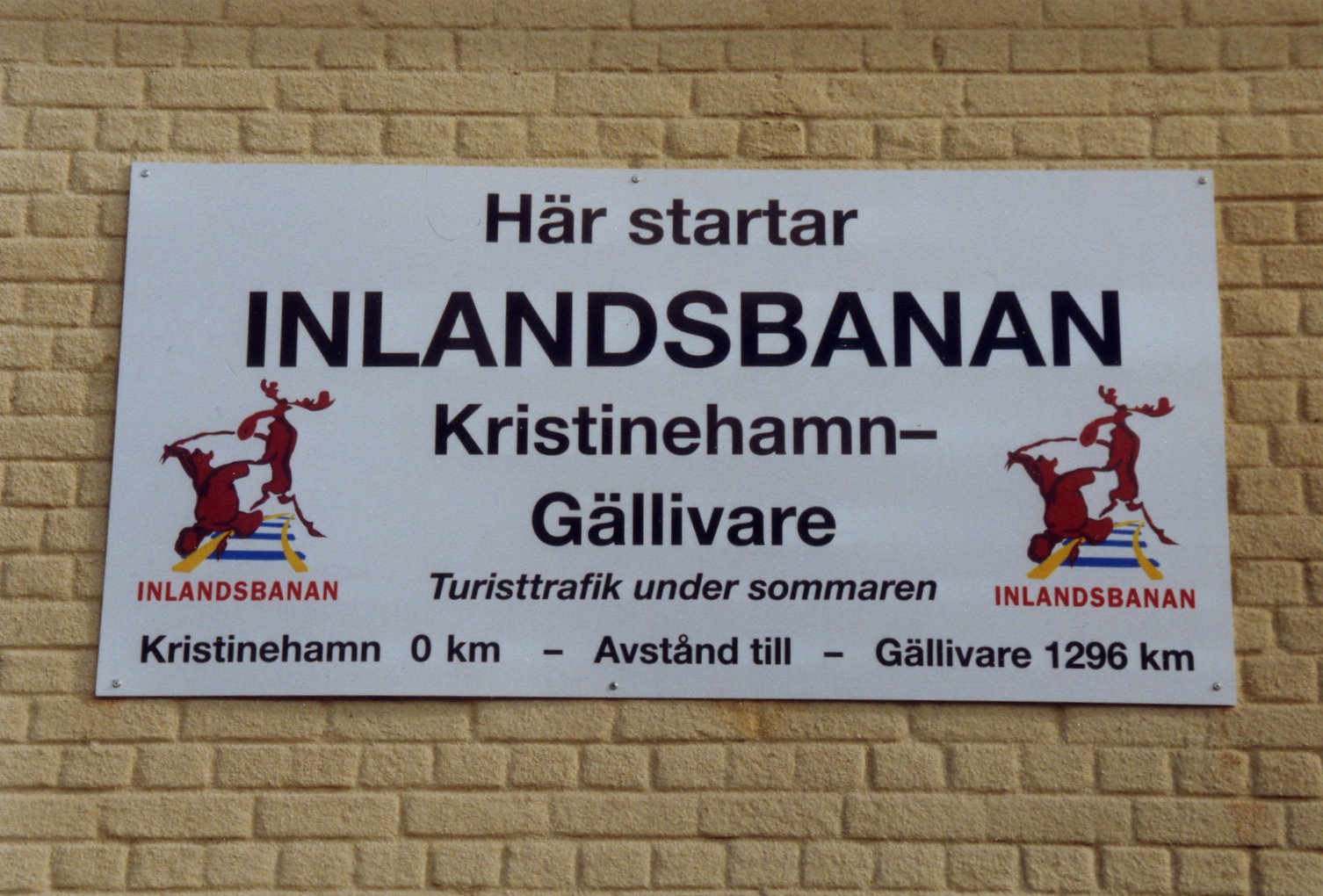
Hier start de Inlandsbana bord in Kristinehamn
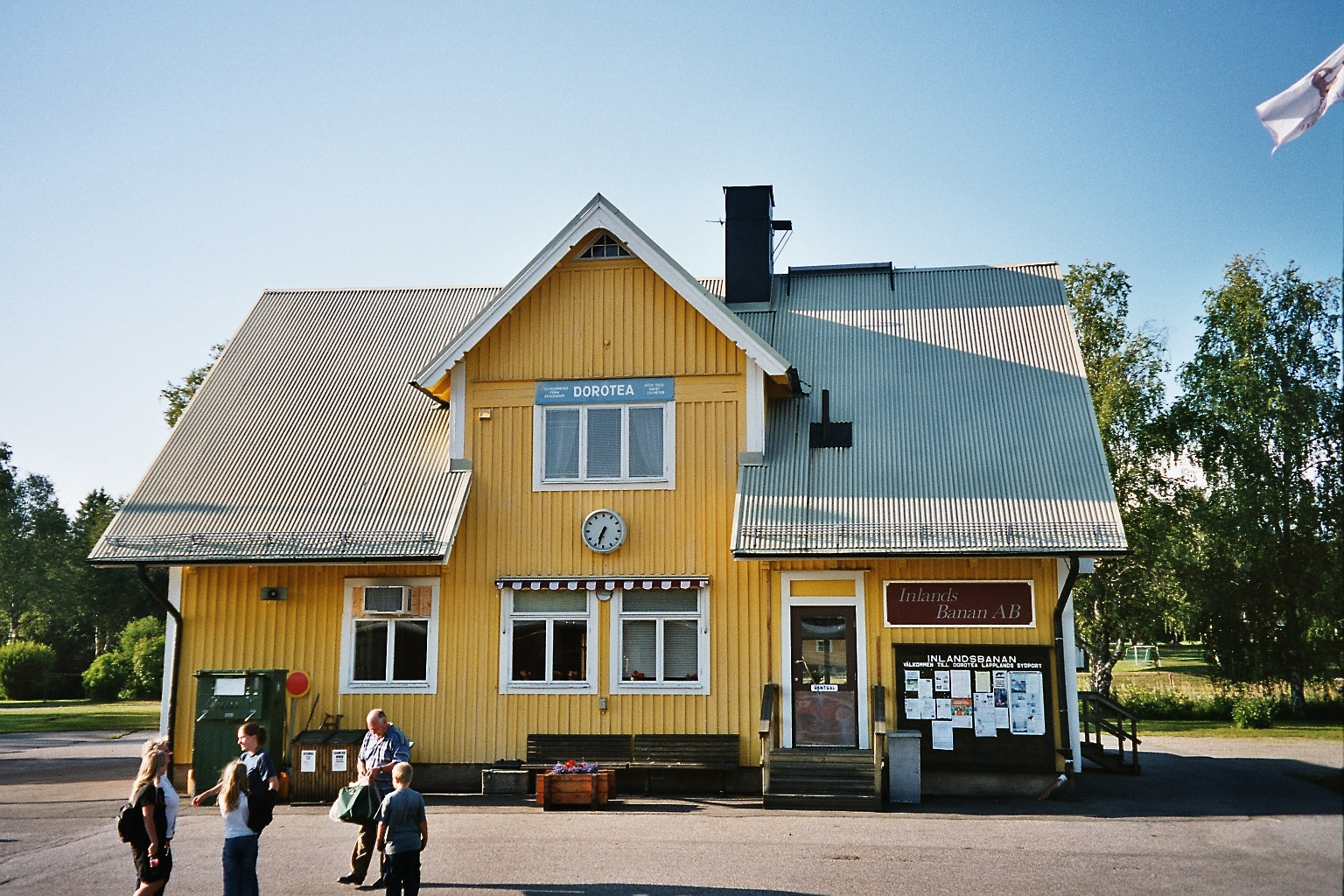
Station in Dorotea
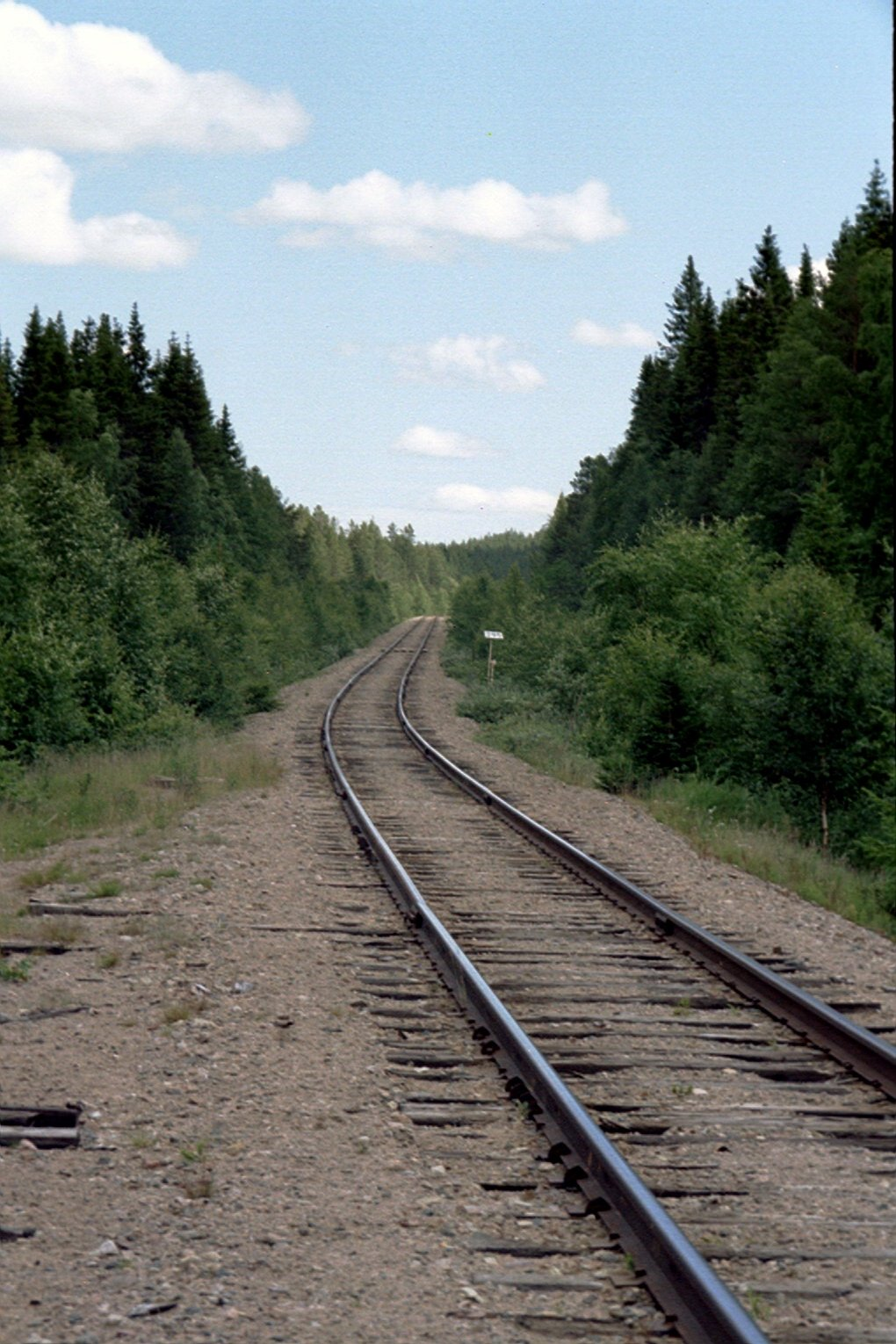
Inlandsbanan door naaldbos.
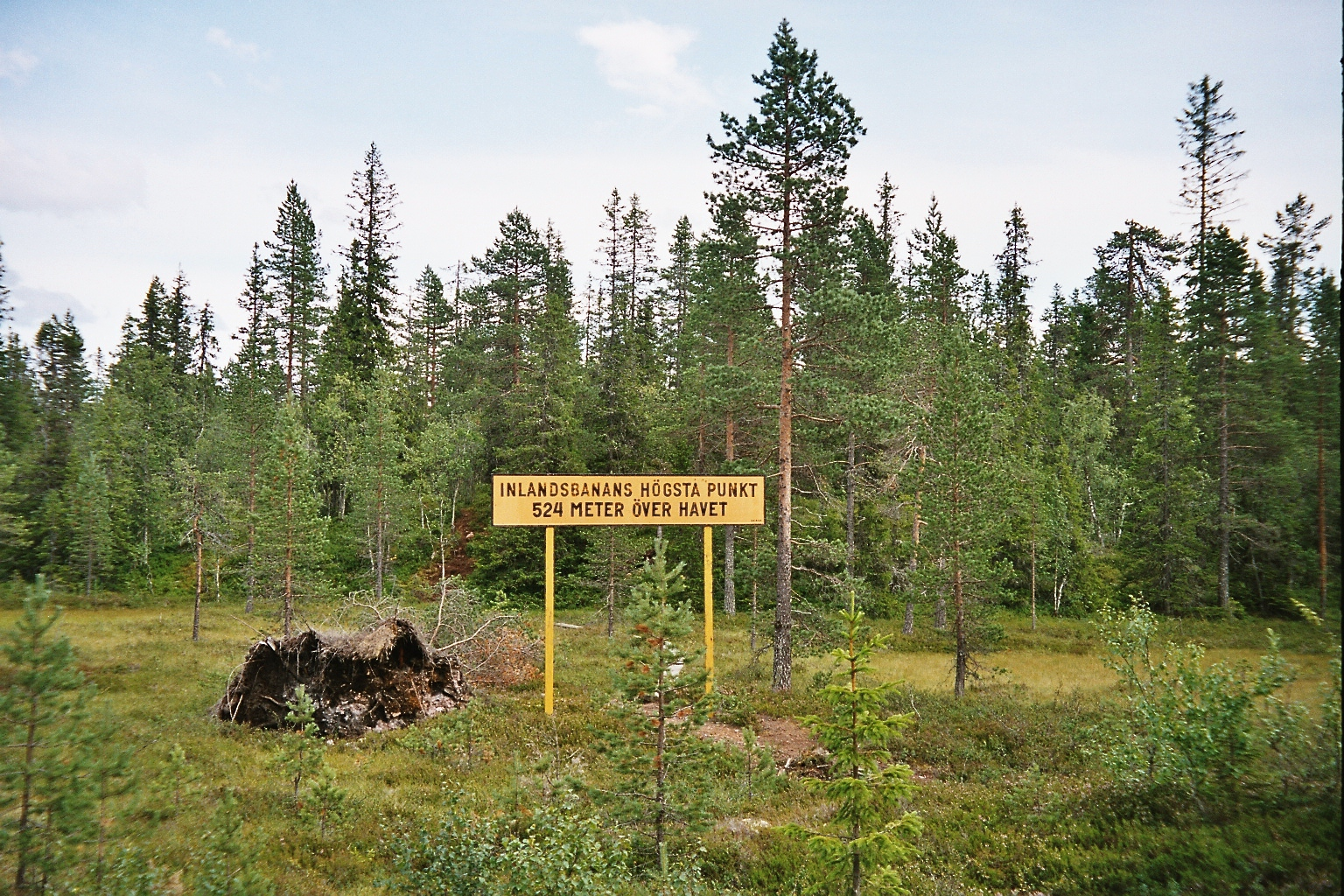
Het hoogstgelegen punt van de Inlandsbana
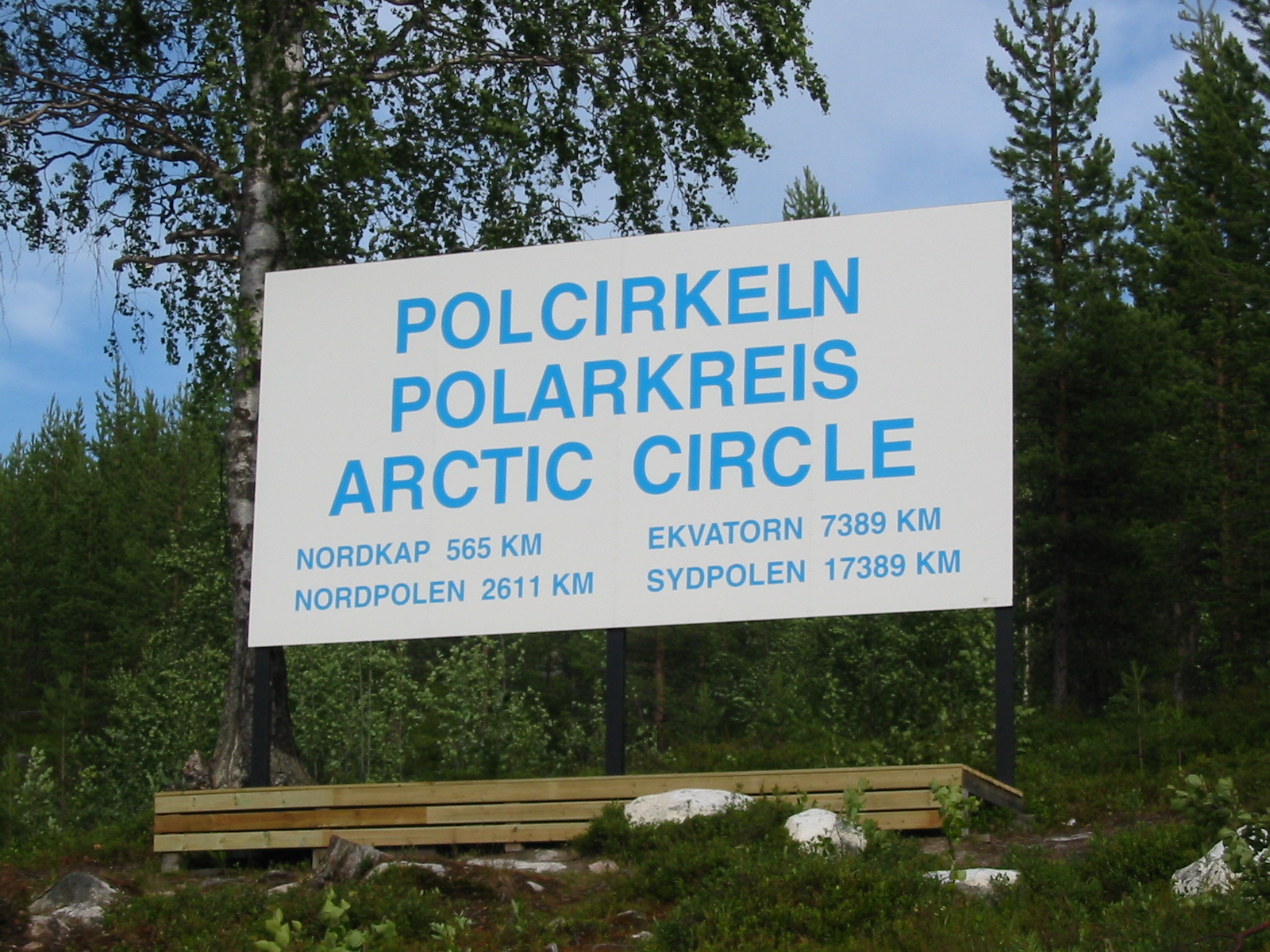
Bord dat passeren van de poolcirkel markeert